# DeForest
DeForest é uma vila localizada no estado norte-americano de Wisconsin, no Condado de Dane.

## Demografia
Segundo o censo norte-americano de 2000, a sua população era de 7368 habitantes.
Em 2006, foi estimada uma população de 8654, um aumento de 1286 (17.5%).

## Geografia
De acordo com o United States Census Bureau tem uma área de
12,6 km², dos quais 12,5 km² cobertos por terra e 0,1 km² cobertos por água.

## Localidades na vizinhança
O diagrama seguinte representa as localidades num raio de 16 km ao redor de DeForest.